# Malèves-Sainte-Marie-Wastines
Malèves-Sainte-Marie-Wastines (en wallon Maleve) est une section de la commune belge de Perwez située en Région wallonne dans la province du Brabant wallon. La localité est constituée des villages et hameaux de Malèves, Sainte-Marie-lez-Opprebais et Wastines.
C'était une commune à part entière avant la fusion des communes de 1977.
Le village est arrosé par le ruisseau de l'Orbais, un affluent de la Grande Gette.
Elle est aujourd'hui connue pour être une localité rurale aisée, dans le sillage d'Ottignies-Louvain-la-Neuve. Sur le territoire de la section se trouve un grand nombre de fermes typiques et de demeures de notables.

## Démographie
- Sources:INS, Rem:1831 jusqu'en 1970=recensements, 1976= nombre d'habitants au 31 décembre

## Histoire
Malèves-Sainte-Marie-Wastines fut l'une des communes où eut lieu un cambriolage pour lequel la bande Noire fut jugée en 1862.

## Liste des bourgmestres de 1830 à 1977
- Alexandre de Vrints Treuenfeld, de 1863 à 1890, (Parti Libéral).

## Patrimoine et culture

### Patrimoine et culture

#### Malèves
- Église Saint-Ulric, église néo-gothique construite en 1865 dans son cimetière emmuraillé incluant un presbytère datant du XVIIIe siècle.
- La Ferme du Château, le logis date du XVIIIe siècle et la grange est du XIXe siècle.
- Le parc du château: parc partiellement clos de 60 hectares de l'ancien château démoli dans les années 1960.
- L'ancien couvent des Sœurs de Saint-Joseph, édifié en 1890 et devenu école maternelle, maintenant Ma-Petite-Ecole.
- L'ancienne ferme Rouchaux, habitation de 1796.

#### Musée du Souvenir 40-45[2]
Le Musée du Souvenir 40-45 est situé dans le village de Malèves dans les anciennes étables d'une ferme familiale. La collection qui est le fruit de plus de 20 ans de recherche présente l’histoire de la Seconde Guerre mondiale dans la région de Perwez. Les périodes de l’invasion de 1940, de l’occupation et de la libération de 1944 y sont abordées. Plusieurs milliers d’objets ainsi que quatre-vingt mannequins sont disposés dans des saynètes permettant de replacer le matériel dans le contexte de l'époque.

#### Sainte-Marie
- Église Notre-Dame de l'Assomption, avec une tour romane du XIe ou XIIe siècle et avec une sacristie du XIIIe siècle (probablement chapelle initiale). L'église a été construite entre 1908 et 1913 dans le style néo-gothique à partir des vestiges d'un ancien temple.
- Prieuré Sainte-Marie qui date du XVIIIe siècle, anciennement propriété de l'abbaye cistercienne de Villers-la-Ville, est devenu le presbytère de la paroisse.
- Le Parvis, construit en 1845 dans le prolongement du Prieuré fut initialement une école. Il servit de salle paroissiale.
- Al Broquette, une fontaine où les habitants venaient y chercher de l'eau.

#### Wastines

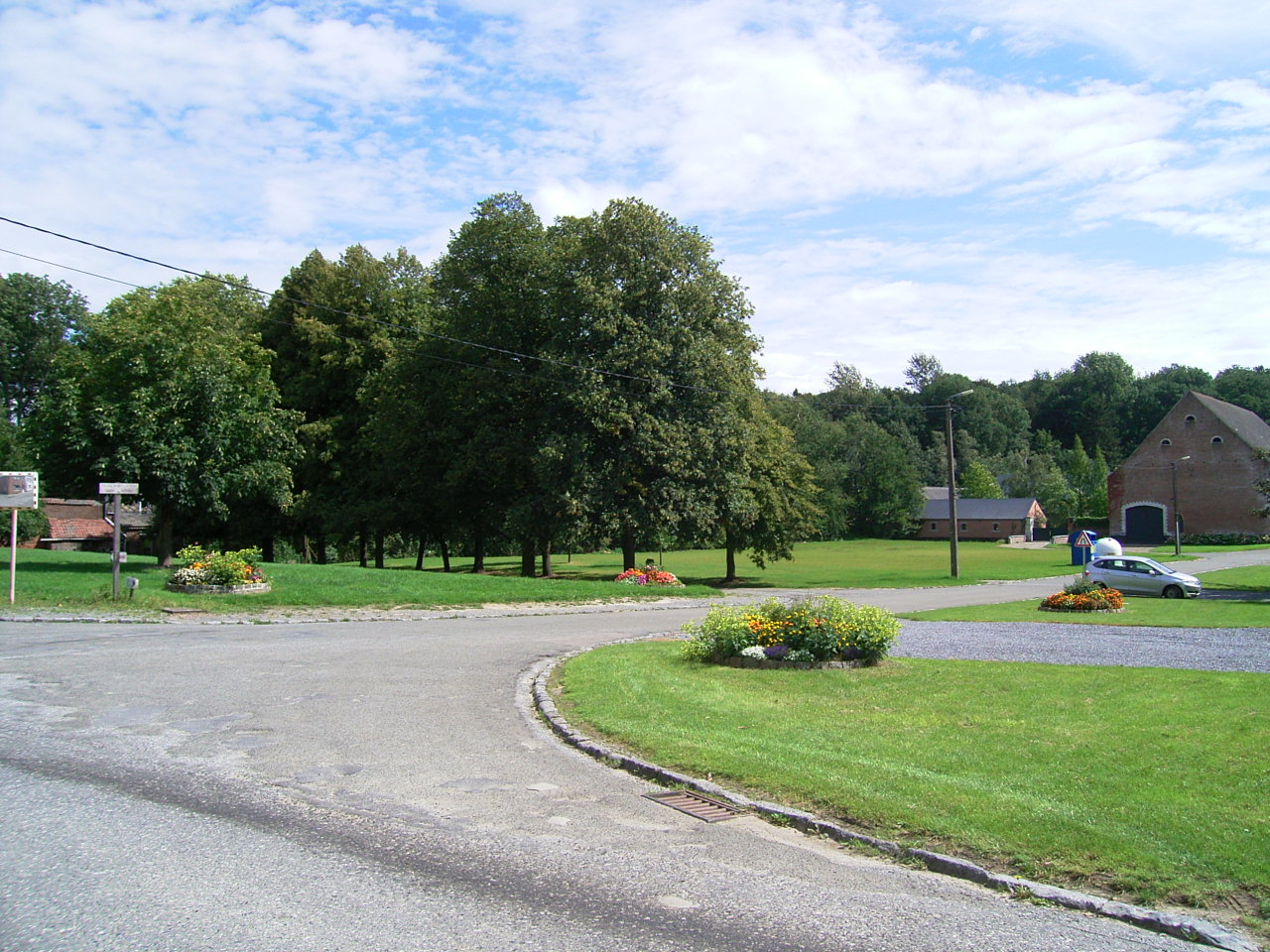
La place.

- Eglise Saint-Jean-Baptiste avec la tour du XIIIe siècle classé.
- L'ancienne cure de 1790 situé dans un parc.
- Le Manoir de Wastine du XVIIe siècle, congigué à une ferme du XVIIIe siècle et entouré d'un parc.
- Ferme De Brabant avec un ancien porche du XVIIIe siècle.

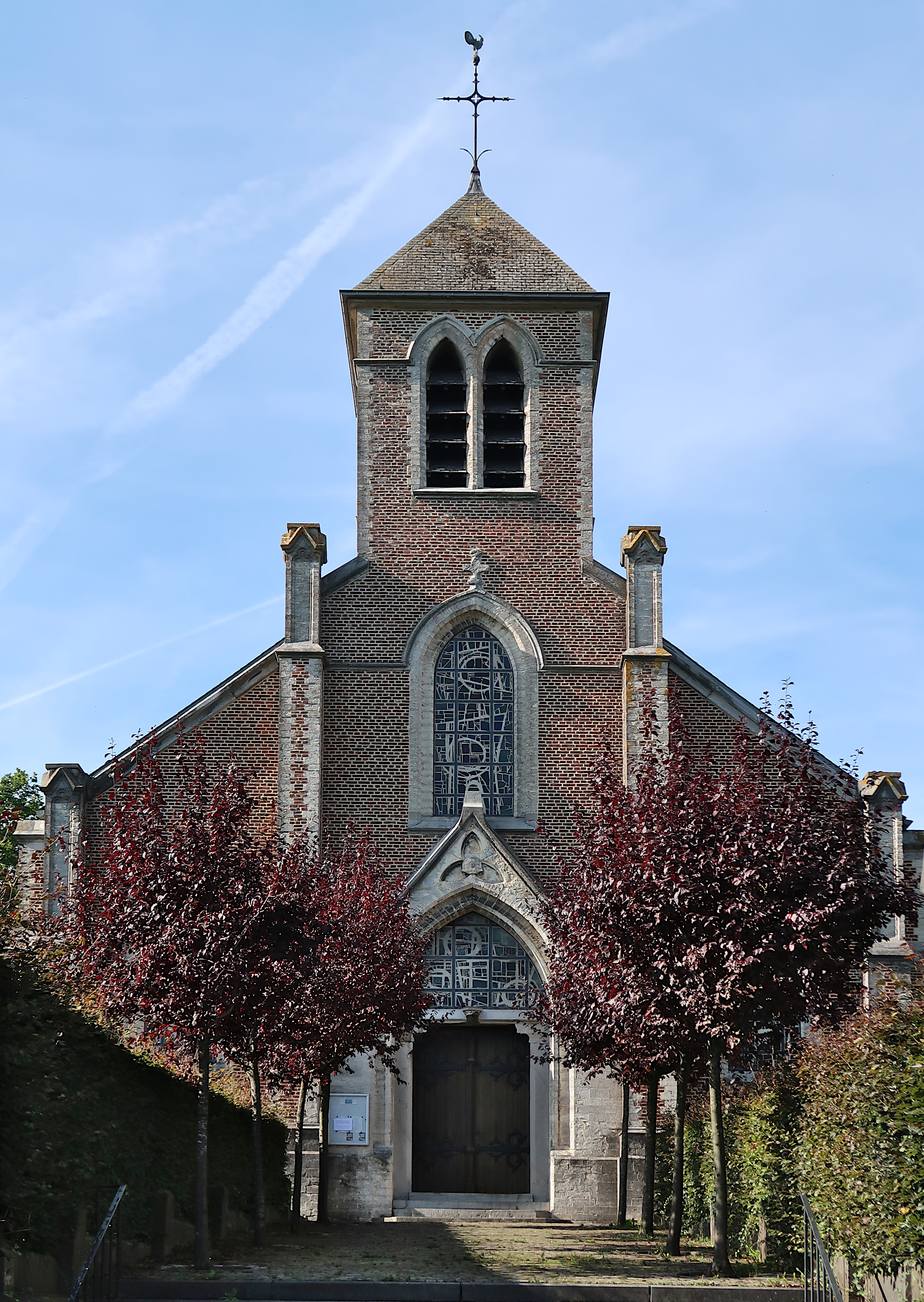
Église Saint-Ulric (Malèves).
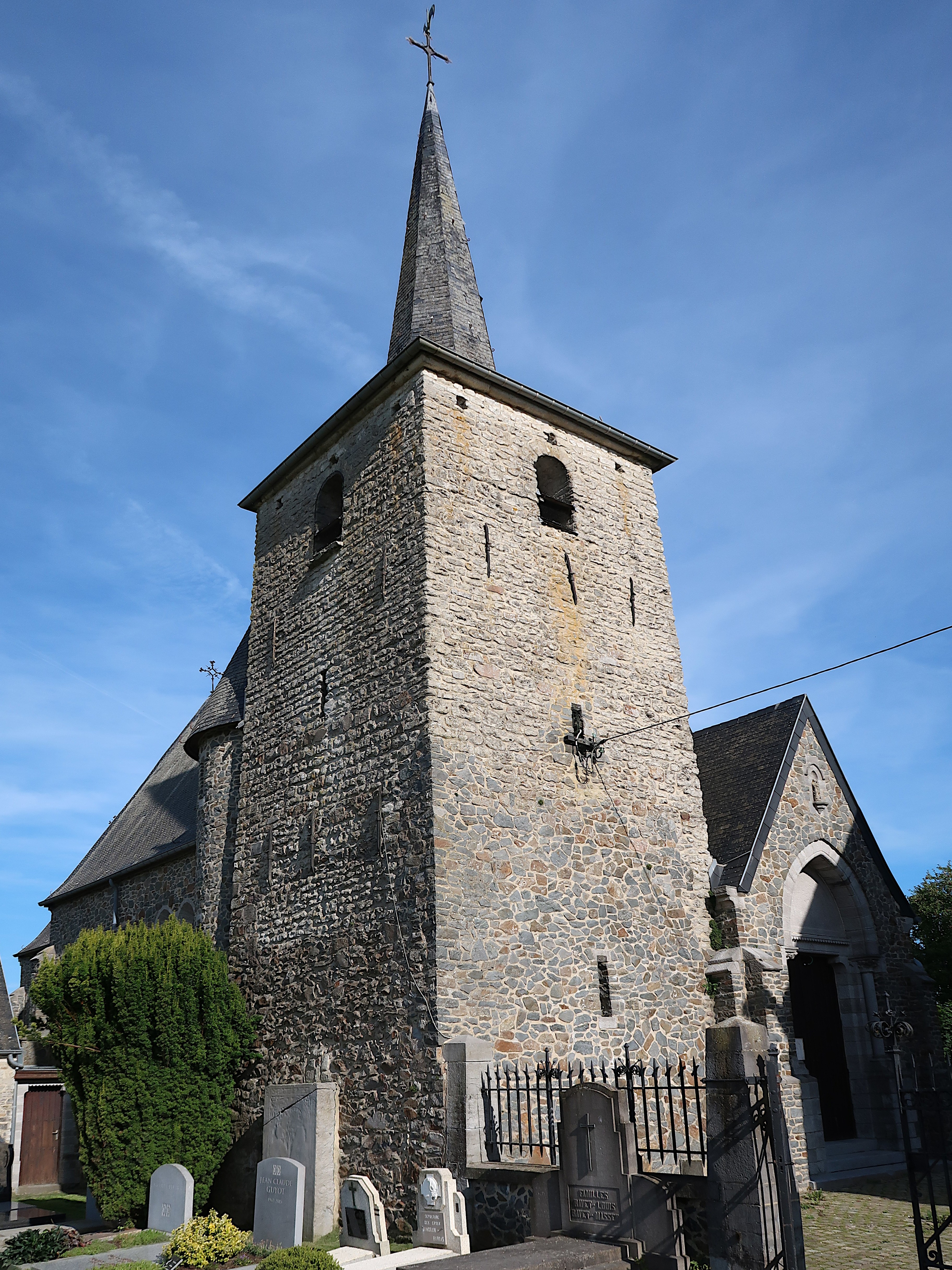
Église Notre-Dame de l'Assomption (Sainte-Marie).
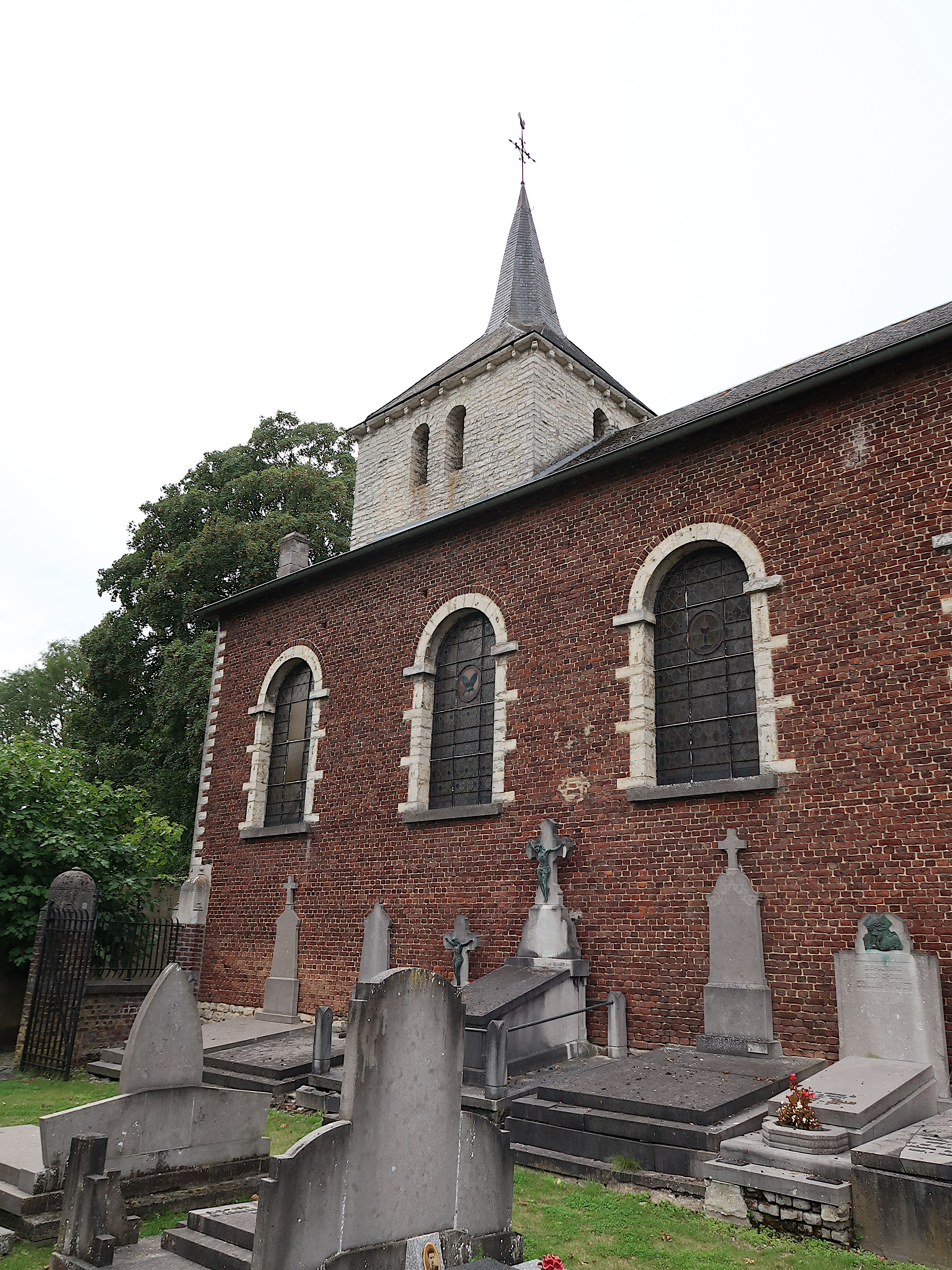
Église Saint-Jean-Baptiste (Wastines).
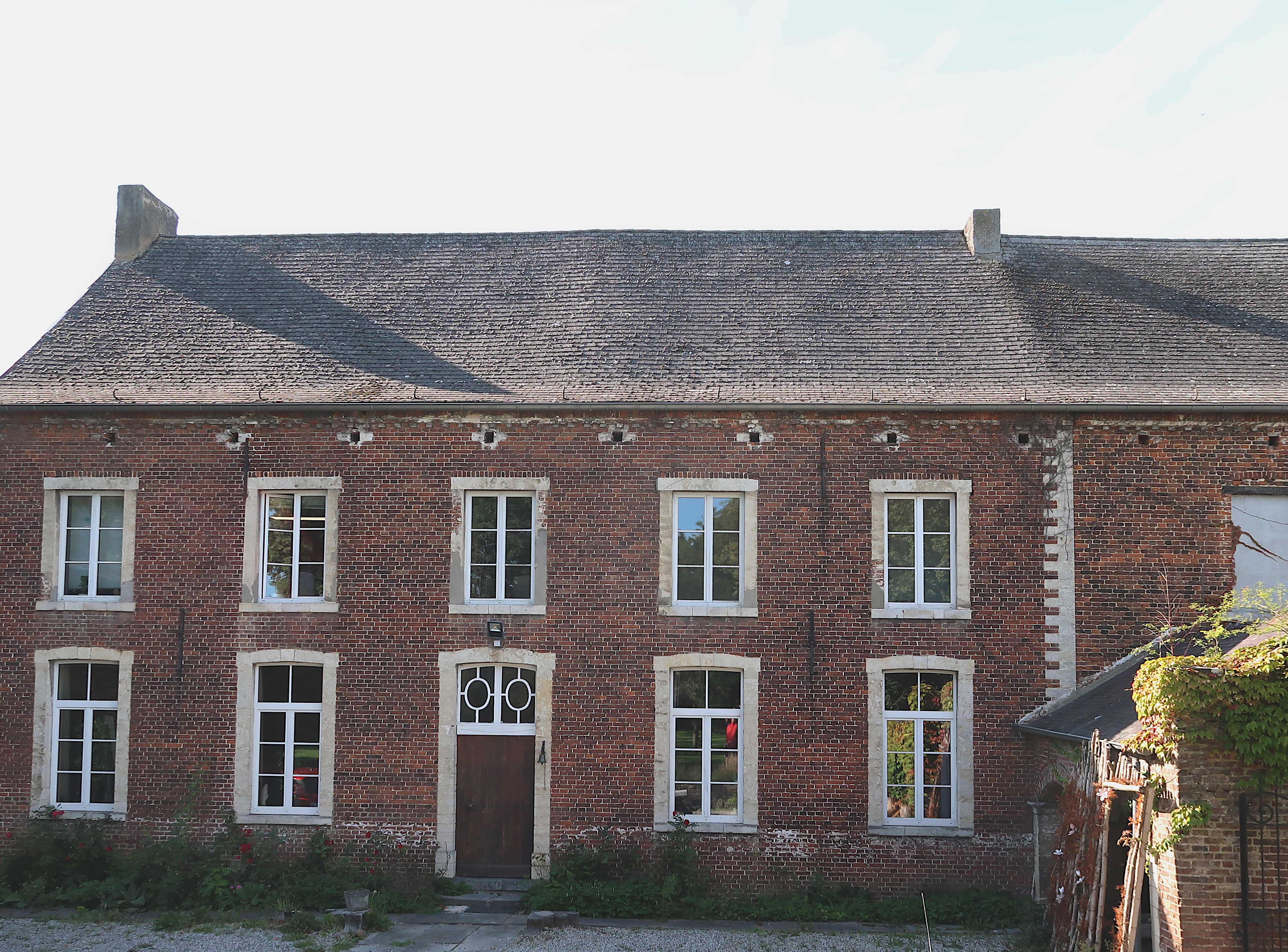
Prieure Sainte-Marie.
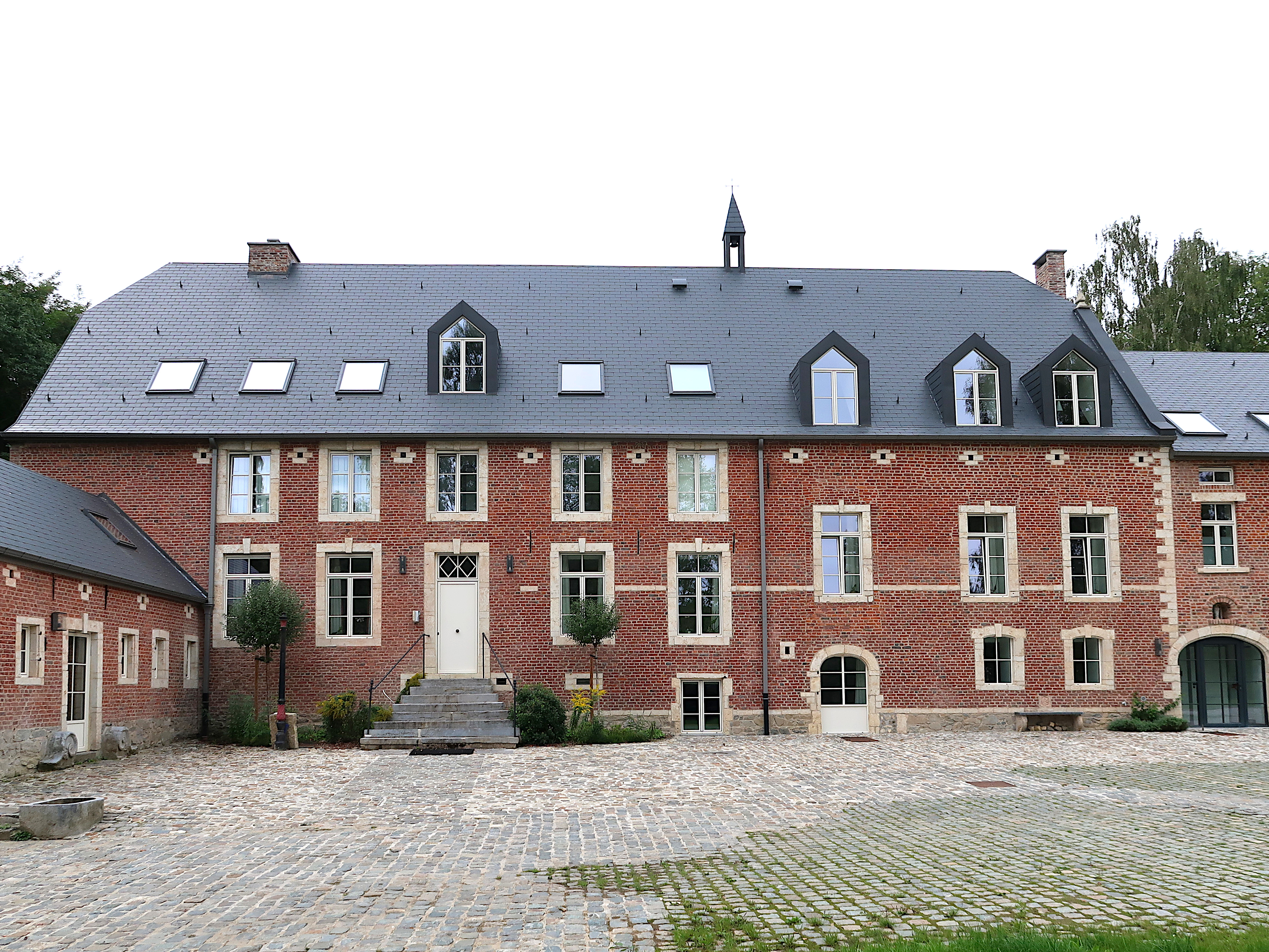
Manoir de Wastines.
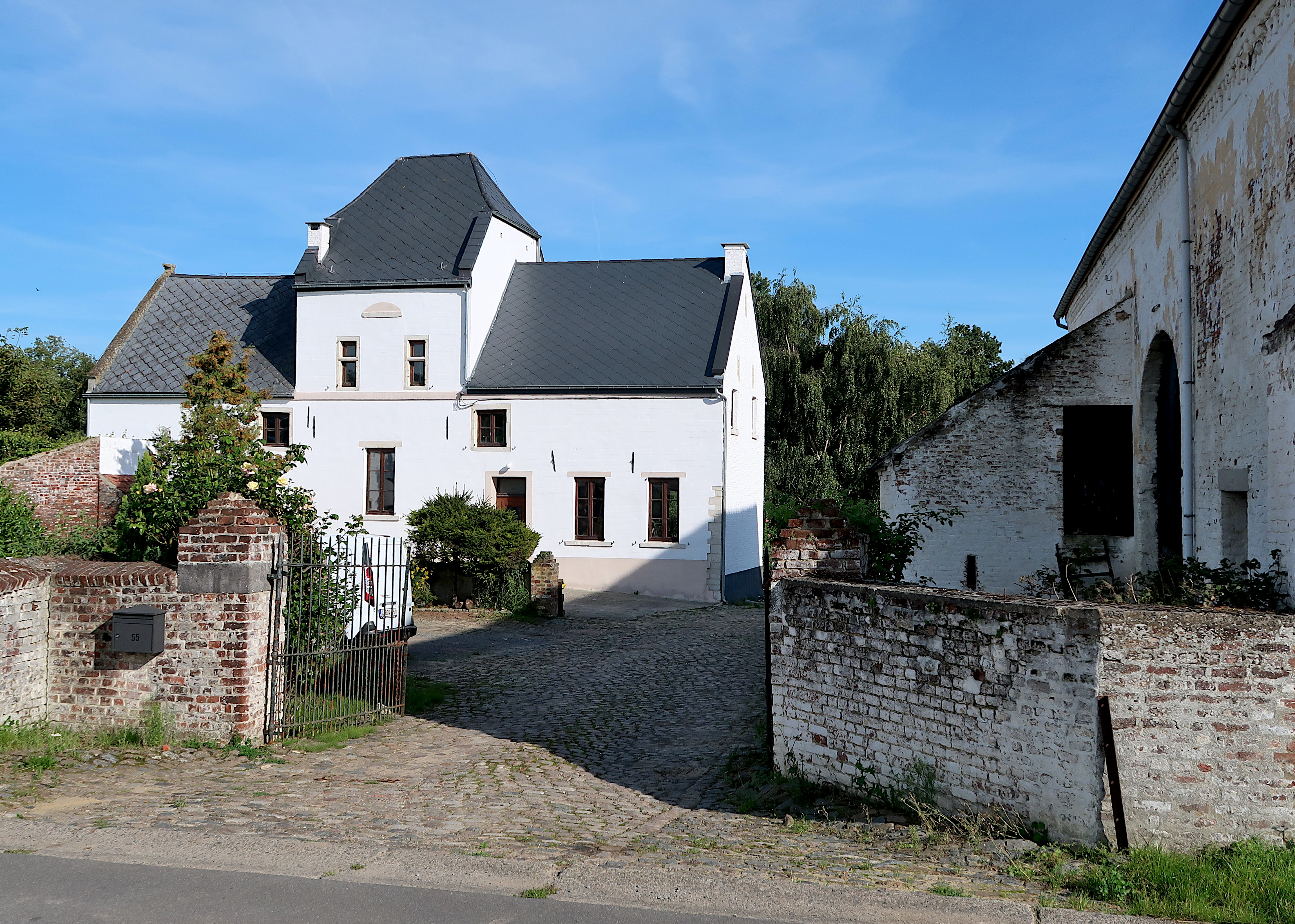
Ferme De Brabant.

## Personnalités
- Vincent Blondel, ingénieur et mathématicien belge, actuel recteur de l'UCLouvain.
- Gabriel Ringlet, prêtre catholique, ancien vice-recteur et pro-recteur de l'UCLouvain.
- André Antoine, homme politique wallon,  ancien bourgmestre de Perwez (2000-2018) et ancien ministre wallon.
- Robert D'Hondt, syndicaliste et ancien secrétaire général de la CSC.
- Jordan Godfriaux, homme politique wallon, actuel bourgmestre de Perwez (2018- ) et ancien député provincial.
- Emilienne Brunfaut (1908-1986), militante syndicale, pacifiste et féministe.